# WildFly
A WildFly, korábbi nevén JBoss Application Server vagy JBoss AS, egy Java nyelven írt platformfüggetlen alkalmazásszerver. A Java EE platform nyílt forráskódú, szabad implementációja. A Red Hat Inc. fejleszti.

## Történet
Marc Fleury kezdte el a fejlesztést 1999-ben EJB-OSS (azaz Enterprise Java Bean Open Source Software) néven. Implementálta a Java Enterprise Edition részét képező Enterprise JavaBeans API specifikációt. A Sun Microsystems arra kérte a projektet, hogy ne használják az EJB márkanevet a névben. Ekkor lett az EJB-OSS névből JBOSS, majd később JBoss. A Red Hat 2006-ban vásárolta fel a JBoss-t, majd 2013-ban átnevezte a WildFly-ra.

## Verziók
A JBoss AS 6.0, a Java EE 6 egy nem hivatalos megvalósítása, melyet 2010. december 28-án adtak ki. A JBoss AS 6 nem támogatta a teljes Java EE stack-et mivel nincs hivatalos tanúsítvány az Oracle-tól. Valójában támogatja a teljes stack-et, ám hivatalosan csak a Java EE Web profilt.
A JBoss AS 7.1 a jelenlegi stabil verziót 2012 februárjában adták ki. Az EE specifikáció fennmaradt részét implementálták, és ezt a verziót teljes mértékben megfeleltették az EE teljes profilnak.
A WildFly a közvetlen folytatása a JBoss AS projektnek.

## Képességek
A JBoss nem csupán alkalmazásszerver, hanem számos kiegészítő szolgáltatás együttese, mely a fejlesztőeszközöktől a futtatókörnyezetig biztosít nyílt kódú megoldásokat.
- Fürtözés támogatása
- Hibatűrés (failover, a felhasználói munkamenetekre is)
- Terheléselosztás
- Elosztott gyorsítótár-mechanizmus
- Telepítési API
- Menedzsment API
- Aspektusorientáltság támogatása
- JavaServer Pages (JSP) támogatása
- JavaServer Faces 1.2 (Mojarra) támogatása
- Enterprise JavaBeans (EJB) 3.0 és 2.1 támogatása
- Java Naming and Directory Interface (JNDI) támogatása
- Hibernate integráció, Java Persistence API (JPA) támogatás
- Java Database Connectivity (JDBC) támogatása
- Tranzakciók támogatása: Java Transaction API (JTA)
- Webszolgáltatások támogatása JAX-WS
- JMS támogatása (Java Messaging Service)
- JavaMail támogatása
- RMI-IIOP (JacORB, Java and CORBA)
- Java Authentication and Authorization Service (JAAS) támogatása
- Java Connector Architecture (JCA) architektúra támogatása
- Java Authorizaton Contract for Containers (JACC) integráció
- JMX interfész (Java Management Extension)